# Varicorhinus beso
Varicorhinus beso és una espècie de peix cipriniforme de la família dels ciprínids.

## Morfologia
Els mascles poden assolir els 36 cm de longitud total.

## Distribució geogràfica
Es troba a Àfrica: llac Tsana i les conques dels rius Awash i Nil Blau.